# ジェフ・パーリング
ジェフ・パーリング（Geoff Parling、1983年10月28日 - ）は、イングランド出身のラグビーユニオン指導者。2025年から レスター・タイガースのヘッドコーチを務める。

## プロフィール
- 現役時代のポジションはロック(LO)。
- イングランド代表に選ばれた[2]。
- 世界選抜に選ばれた[3]。

## 略歴
ダラムスクール、ニューカッスル大学、ニューカッスル・ファルコンズ、レスター・タイガースを経る。
2017年、宗像サニックスブルースに加入。同年8月20日に行われたジャパンラグビートップリーグ第1節のコカ・コーラレッドスパークス戦に先発出場で日本での公式戦初出場を果たした。
2019年、宗像サニックスブルースを退団。
2019年、メルボルン・レベルズに入団し、その後、選手引退。
2020年9月、オーストラリア代表のフォワードコーチに就任。
2025年5月、イングランド最高峰大会であるプレミアシップ・ラグビーのレスター・タイガースのヘッドコーチに就任した。